# Bandenbekämpfung

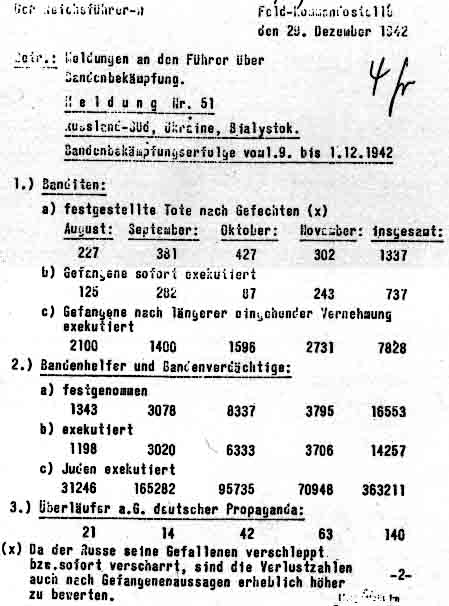
Rapport no 51 remis à Heinrich Himmler le 29 décembre 1942 et détaillant les résultats des exterminations menées par l'armée allemande du 1 octobre au 1 décembre à Bialystok en Ukraine. Plus de 8000 prisonniers, 14000 « bandits » présumés et 363000 Juifs exécutés, ces derniers étant classés parmi les complices des bandits.

La Bandenbekämpfung (qui peut se traduire par « Lutte contre les bandits ») est une doctrine militaire allemande consistant à utiliser la violence et la terreur pour écraser toute forme de résistance derrière une ligne de front en assimilant la population civile à des « bandits » qu'il faut combattre. Ce concept émerge progressivement dans les guerres menées par les Allemands avant même l'unification du pays, puis surtout à la fin du XIXe siècle et au début du XXe siècle. Il ne devient cependant une doctrine officielle que sous le régime nazi, qui l'utilise abondamment.
Les principes de la Bandenbekämpfung sont déjà mis en place lors de la guerre franco-prussienne et lors de la Première Guerre mondiale. Dans les deux cas, la population civile est perçue comme un ennemi au même titre que l'armée régulière adverse, ce qui engendre (particulièrement en août et septembre 1914) un mépris total des lois de la guerre communément admises en Europe. Entre ces deux grands conflits, les Allemands appliquent également la Bandenbekämpfung en Afrique, et en font un outil de génocide lors de celui des Héréros et des Namas, qui fait autour de 80 000 morts après une révolte de ces deux peuples en Namibie entre 1904 et 1908.
Mais la Bandenbekämpfung devient véritablement une doctrine institutionnalisée lors de la Seconde Guerre mondiale, sous le régime nazi. Sur le front de l'Est, cette politique est particulièrement brutale, faisant des dizaines de milliers de morts et entraînant la destruction de plusieurs centaines de villages pour former des « zones mortes » vidées de leurs populations, afin de lutter contre les partisans (qualifiés de « bandits ») qui menacent la sécurité des lignes arrières allemandes. Cette doctrine de terreur et d'extermination est également intimement liée à l'Holocauste et à la recomposition raciale souhaitée par le IIIe Reich pour ses conquêtes en Europe de l'Est, qui nécessite l'éradication pure et simple des populations civiles préexistantes.
Toutes les branches de la machine militaire allemande coopérèrent dans ces actions tout au long de la guerre, de la Wehrmacht à la Schutzstaffel en passant par l'Ordnungspolizei et le Sicherheitsdienst.

## Définition
La Bandenbekämpfung peut être définie comme une doctrine militaire de contre-insurrection caractérisée par une grande violence à l'égard des civils, qui sont perçus comme des combattants potentiels et donc des cibles valables. En tant que doctrine instituée, la Bandenbekämpfung est une version « nazifiée » de pratiques préexistantes, dotée une dimension génocidaire, puisque les massacres permettant le « maintien de l'ordre » sont dirigés contre des populations ciblées par ailleurs par les politiques raciales nazies.
La Bandenbekämpfung ne devient donc une doctrine militaire instituée que pendant la Seconde Guerre mondiale sous l'impulsion d'Heinrich Himmler. Les travaux récents, particulièrement ceux de l'historien Philip Blood, suggèrent cependant que le concept, même sans avoir de nom établi, est profondément enraciné dans la théorie militaire allemande depuis au moins le XIXe siècle. Des pratiques similaires sont qualifiées de Partisanenbekämpfung (guerre contre les partisans) plus tôt dans l'histoire, et les partisans en question peuvent être qualifiés par les Allemands de bandits (Banditen) dès le début du XXe siècle.
Le terme de bekämpfung a son importance dans la définition du concept : il ne peut être traduit que par « lutte, guerre », mais en allemand, il renvoie à une notion d'éradication, d'extermination.

## Origines historiques

### Racines conceptuelles

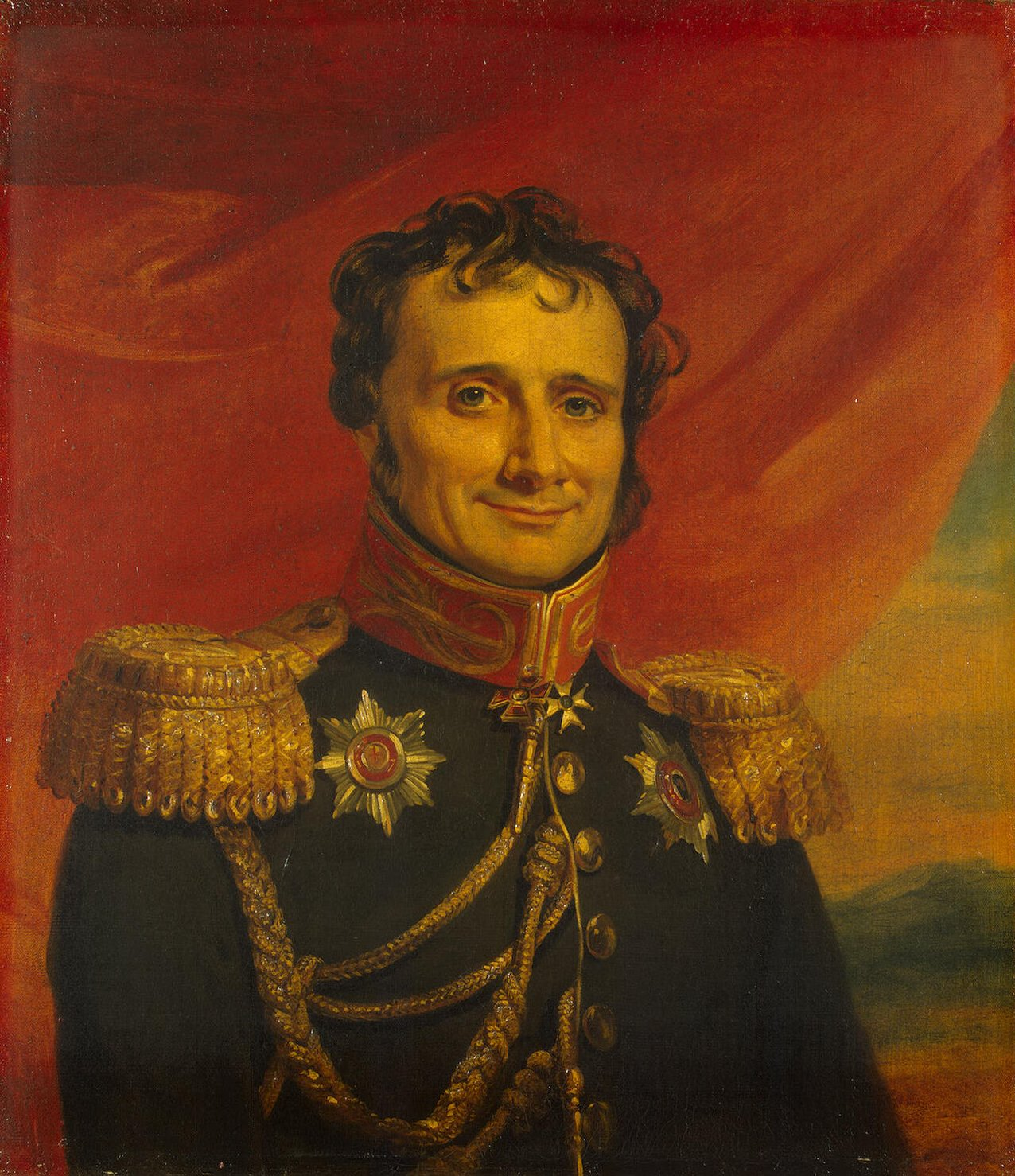
Antoine de Jomini en tenue de général russe.

Selon l'écrivain et producteur de documentaires Christopher Hale, il est possible de faire remonter le terme de Bandenbekämpfung à la guerre de Trente Ans. Philip Blood fait également remonter le concept à cette époque, marquée par des bandes errantes qui menacent les villages. C'est cependant au XIXe siècle que ses grands principes théoriques sont conçus. Le stratège suisse Antoine de Jomini publie en 1838 son Précis de l’Art de la Guerre, dans lequel il insiste sur la nécessité de sécuriser ses « lignes d'opérations » pour mener des actions offensives d'envergure. Ce traité (rédigé par un ancien membre des états-majors de Napoléon et d'Alexandre Ier) est largement lu dans toutes les armées européennes, mais trouve un écho particulier dans les armées de l'espace germanique. Les officiers de ces armées retiennent des recommandations de Jomini que la conduite des opérations à l'arrière du front pour le sécuriser a autant d'importance que la conduite des opérations au front même.
Quelques décennies plus tard, l'Oberstleutnant Albert von Boguslawski publie en 1881 un traité intitulé La petite guerre et sa signification pour le présent (« petite guerre » étant la traduction littérale de guérilla). Dans cet ouvrage, il aborde les tactiques de guérilla et de contre-guérilla, tout en ne faisant jamais la différence entre combattants et non-combattants : l'entièreté de la population civile adverse est considérée comme potentiellement dangereuse. L'ouvrage de Boguslawski est publié une décennie après la fin de la guerre franco-prussienne, qui avait vu les premiers exemples de la pratique de la Bandenbekämpfung ; il ne fait donc que synthétiser les apprentissages de ce conflit. Alfred von Schlieffen diffuse par exemple parmi ses troupes un dicton selon lequel « pour chaque problème, il y a une solution militaire » tandis que Helmuth Karl Bernhard von Moltke, lui, ordonne des prises d'otages et des mesures ciblant des communautés entières pour lutter contre les sabotages et les francs-tireurs lors de la guerre de 1870.

### Premières applications

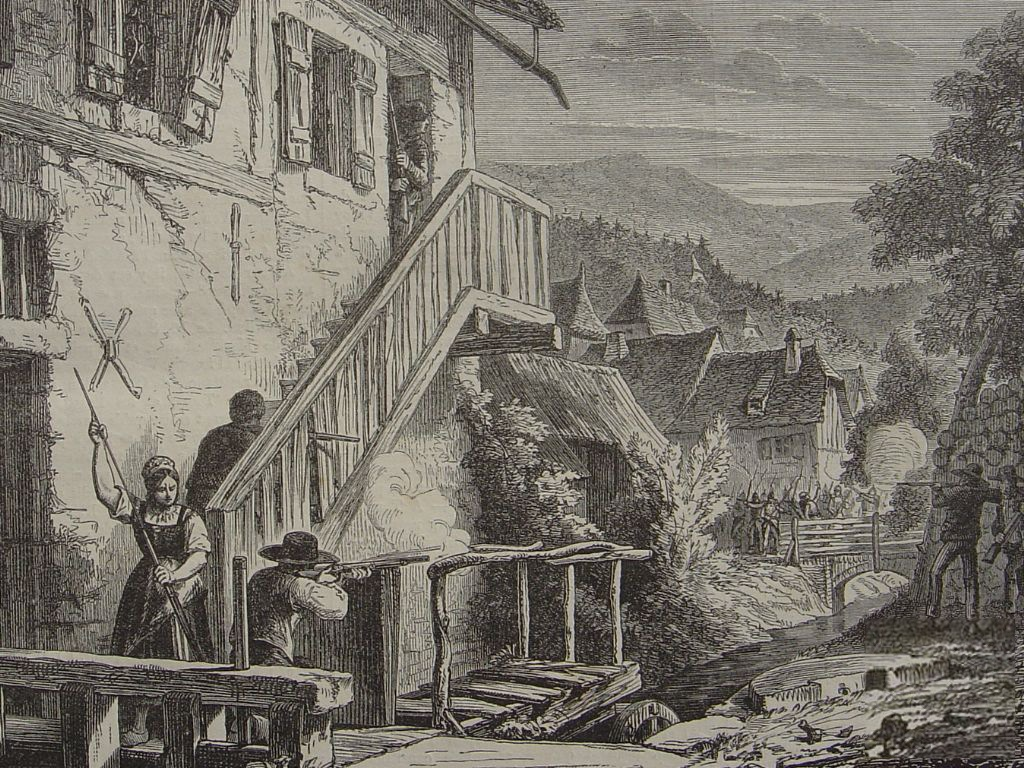
Francs-tireurs lors de la guerre de 1870.

Lors de la guerre franco-allemande de 1870, les forces allemandes sont confrontées à des francs-tireurs qui harcèlent leurs arrières en attaquant des patrouilles ou des voies de communication comme des ponts de chemin de fer, souvent en petits groupes et sans uniformes. En réaction, Bismarck ordonne à ses troupes de pendre ou de fusiller tous les francs-tireurs capturés et incite les officiers à brûler les villages qui les abritent. La sécurisation de l'arrière de la zone d'opération est confiée aux réservistes de la Landwehr, qui assurent aussi bien la garde des voies ferrées que les mesures de représailles collectives. Pour ces opérations, les différentes grandes unités allemandes créent leurs propres structures : des postes dédiés à la supervision des transports ferroviaires, des tribunaux spéciaux, des unités de renseignement et de police etc.
Deux décennies plus tard, le destin d'Emil von Zelewski (en) pousse aussi les officiers allemands à prendre très au sérieux les problématiques de sécurité dans leurs zones d'opérations. Ce militaire, commandant des Schutztruppen en Afrique de l'Est allemande est chargé en 1891 d'écraser une rébellion tribale dans le sud de la région. Pour cela, il prend la tête d'une troupe composée de 14 officiers blancs et de 300 soldats africains. Lors de leur marche, ils sont très fréquemment pris dans des embuscades, puis sont attaqués frontalement le 17 février 1891. Zelewski est tué dans le combat, comme 250 de ses hommes. La nouvelle de cette défaite marque fortement les officiers allemands de l'époque. Elle marque également le neveu de Zelewski : Erich von dem Bach-Zelewski, appelé à devenir le principal maître d’œuvre de la Bandenbekämpfung pendant la Seconde Guerre mondiale et à se rendre coupable d'un très grand nombre d'exactions.

L'armée impériale allemande réutilise cette expérience à plusieurs reprises lors des guerres coloniales qu'elle mène aux tournants des XIXe et XXe siècles. Lors de la révolte des Boxers, en Chine, la force allemande arrive trop tard pour prendre part aux combats, mais entreprend des expéditions punitives dans les villages révoltés des alentours de Pékin, pour écraser ce qu'elle appelle des Banden, des bandes. Le 27 juillet 1900, lors de la cérémonie de départ des troupes allemandes, l'empereur Guillaume II prononce un discours resté célèbre faisant référence aux envahisseurs huns, :
Si vous rencontrez l'ennemi, il sera vaincu ! Il n'y aura pas de quartier ! Aucun prisonnier ne sera pris ! Quiconque tombe entre vos mains est perdu. De même qu'il y a mille ans, les Huns, sous la direction de leur roi Attila, se sont fait un nom qui, aujourd'hui encore, les fait paraître puissants dans l'histoire et la légende, puissiez-vous affirmer le nom d'Allemand en Chine de telle sorte qu'aucun Chinois n'ose plus jamais regarder un Allemand de travers.
Les observateurs britanniques et américains de l'époque réprouvent la violence des Allemands (mais aussi des Japonais et des Russes) à l'encontre des révoltés, particulièrement le caractère aveugle de leurs expéditions punitives. Si ces pays dépassent en degré de violence les autres, les troupes de l'Alliance des huit nations, sous le commandement du général allemand Alfred von Waldersee se rendent cependant toutes coupables d'exactions lors de la révolte des Boxers.
Les liens entre Bandenbekämpfung et politique génocidaire sont quant à eux noués lors du génocide des Héréros et des Namas, mené dans le Sud-Ouest africain allemand entre 1904 et 1908. Pour écraser une révolte de ces deux peuples, les troupes coloniales allemandes mettent en place une politique de punition collective et d'extermination qui conduit à la mort d'entre 24 et 100000 Héréros et 10000 Namas, notamment dans des camps de concentration (ou d'extermination) comme celui de Shark Island,.

### Première Guerre mondiale

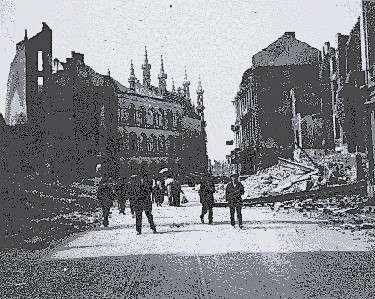
Ruines de Louvain en 1915 après le sac de la ville le 25 août 1914, qui fait 248 morts et entraîne la destruction d'un millier de maisons et de plus de 230000 livres conservés à la bibliothèque de l'université catholique de Louvain.

Pendant la Première Guerre mondiale, l'armée allemande ignore bon nombre des lois de la guerre communément acceptées en Europe lorsqu'entre août et octobre 1914, elle enfreint les première et seconde conférences de La Haye, qui comprennent des injonctions codifiant et limitant « à la fois la conduite de la guerre irrégulière et les mesures auxquelles une puissance occupante devrait avoir droit pour la combattre » . L'expérience des francs-tireurs de la guerre de 1870 est encore fraîche dans les mémoires allemandes, et les soldats se montrent sans pitié lors de leur traversée de la Belgique et du nord de la France. En réaction à des événements qui peuvent être imputés à des tirs amis, les troupes allemandes se livrent à d'importantes exactions. Leur avancée est ponctuée de massacres, comme à Aarschot (156 tués), Andenne (211 tués), Seilles, Tamines (383 tués) et Dinant (674 tués).
Tout au long de la guerre, l'armée allemande porte une attention particulière à la sécurisation de ses zones d'opérations. Sur le front de l'Est, vers le mois d'août 1915, le maréchal Erich von Falkenhayn remplace le royaume du Congrès par le Gouvernement général de Varsovie, placé sous la direction du général Hans von Beseler, et crée toute une infrastructure de soutien des opérations militaires, qui comprend des postes de garde, des patrouilles et un réseau de sécurité. Pour maintenir cette sécurité, recherchée aussi bien à l'Ouest qu'à l'Est, les Allemands instaurent des mesures de « pacification » sévères, incluant des représailles contre la population civile assimilée à des bandits qui menacent les troupes allemandes. Ainsi, ce sont 23 700 personnes qui meurent pendant l'occupation allemande de la Belgique, dont 6 000 sont exécutées.
| - L'exécution des notables de Blégny, 1914, Évariste Carpentier (vers 1918) - Les Allemands arrivent, George Bellows (1918) |

Immédiatement après la Première Guerre mondiale, l'Allemagne connaît encore une situation dans laquelle la sécurité doit être assurée par les armes : la révolution allemande de 1918-1919. La prise de Munich par les corps-francs de Franz von Epp en mai 1919, qui marque la fin de la République des conseils de Bavière, fait au minimum 600 morts, dont plus de 300 civils. Les ordres des troupes fidèles au gouvernement sont clairs : die Vernichtung der Banden, la destruction des bandes. Par la suite, cet événement sera repris par les nazis, qui en feront un modèle valorisé de courage patriotique.

## LaBandenbekämpfungpendant la Seconde Guerre mondiale
Pendant la Seconde Guerre mondiale, la politique de l'armée allemande pour dissuader les activités partisanes ou de « banditisme » contre ses forces consiste à insuffler « une telle terreur dans la population qu'elle perd toute volonté de résister ». Avant même le début de la campagne de Pologne, Hitler absous par avance ses soldats et sa police de toute responsabilité pour la brutalité à l'encontre des civils, attendant d'eux qu'ils tuent quiconque « regarde de travers » les forces allemandes. Au cours du conflit, la guerre anti-partisane est associée à l'antisémitisme, notamment par des commandants comme le général Anton-Reichard von Bechtolsheim, qui considère que l'extermination des Juifs d'un village revient à liquider des auteurs de sabotage ou des commanditaires.

### Campagne de Pologne et premières années

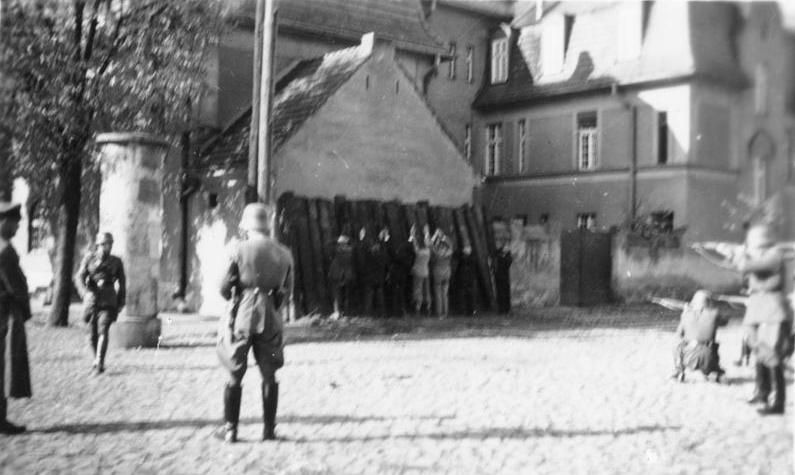
Exécution de civils polonais par un Einsatzgruppe, le 20 octobre 1939 à Kórnik

L'Allemagne nazie envahit la Pologne à partir du 1er septembre 1939 et cette dernière est écrasée en un mois, ce qui entraîne son démembrement entre le IIIe Reich et l'URSS. Dès le lancement de cette première conquête, la sécurisation de l'espace devient une priorité pour les Allemands. Pour cela, des actions sont mises en place par diverses branches de la SS (Gestapo, Kripo, Sicherheitsdienst et Waffen-SS) afin de lutter contre les partisans et autres rebelles. Dès le 3 septembre, Himmler ordonne à ses Einsatzgruppen d'exécuter sur le champ tout rebelle pris les armes à la main. Le même jour, il forme l'Einsatzgruppe z.b.V (pour zur besonderen Verwendung, à usage spécial), chargé de combattre « l'insurrection polonaise » en Silésie et en Galicie, sous le commandement d'Udo von Woyrsch. La violence des actions des Einsatzgruppen entraîne d'abord peu de protestations dans les rangs de la Wehrmacht, avant que des commandants comme Johannes Blaskowitz ne protestent (Blaskowitz tente de faire condamner à mort certains SS, qui seront absous par Hitler). Finalement, le 20 novembre 1939, les Einsatzgruppen actifs en Pologne sont démantelés et intégrés aux services de sécurité du Gouvernement général de Pologne nouvellement créé.
Lors de son entrée en Serbie en 1941, la Wehrmacht ne montre pas ces réticences. Un soulèvement communiste a lieu en juillet, alors que l'armée allemande contrôle la Yougoslavie depuis son invasion en avril et qu'elle est confrontée à une double opposition : celle des partisans communistes et celle des Tchetniks. Pour écraser cette révolte, le général Franz Böhme applique une politique de terreur aveugle, qui fait 35 000 morts, notamment dans des massacres comme celui de Kragujevac.

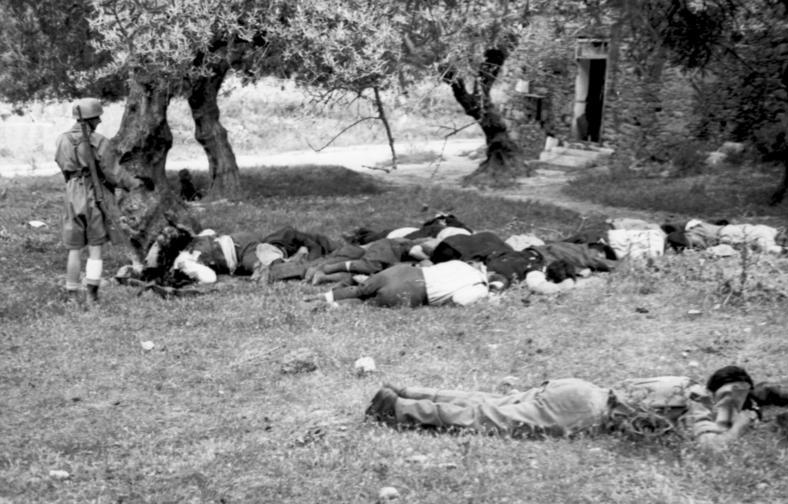
Exécution de civils grecs par des parachutistes, le 2 juin 1941 à Kondomarí

Lors de la bataille de Crète (mai 1941), les parachutistes allemands se heurtent à une forte résistance de la part de la population civile. Cette résistance indigne le général Kurt Student, commandant du XIe corps d'armée aérienne, qui ordonne des «opérations de vengeance», consistant en : «1) fusillades ; 2) prélèvements forcés ; 3) incendies de villages ; et 4) extermination de la population masculine de toute la région». Le général Student a également exigé que «toutes les opérations soient menées avec une grande rapidité, en laissant de côté toutes les formalités et en se passant certainement de tribunaux spéciaux» ; il a ajouté que «ceux-ci ne sont pas faits pour les bêtes et les assassins». Cela a contribué à une série de punitions collectives contre les civils à Kándanos, Kondomarí et Alikianós, immédiatement après la chute de la Crète.

### Sur le Front de l'Est

#### Début de la campagne
Avant d'envahir l'Union soviétique dans le cadre de l'opération Barbarossa, le Reichsführer-SS Heinrich Himmler, le chef du SD Reinhard Heydrich et le chef de la Gestapo Heinrich Müller informent les commandants des Einsatzgruppen de leur responsabilité de sécuriser les zones arrière — en utilisant pour désigner les meurtres l'euphémisme de « traitement spécial » — contre les ennemis potentiels, ce qui inclut les partisans et toute personne considérée comme une menace par les fonctionnaires nazis. Lorsque Heydrich fait de cette directive un ordre opérationnel publié le 2 juillet 1941, il souligne qu'il cible également les membres du Comintern, les Juifs et toute personne ayant une position dans le parti communiste en plus de tout ce que Heydrich désigne comme des « éléments radicaux » : les saboteurs, francs-tireurs, assassins, agitateurs, etc. Dans cet ordre, l'usage du terme partisan doit d'ailleurs être vu comme une couverture pour désigner discrètement les populations ciblées par les intentions génocidaires des nazis, comme les Juifs, les Tziganes, les handicapés ou les Arméniens.
Par cet ordre, les différentes branches de la SS sont chargées de la sécurisation de l'arrière du front. Les Einsatzgruppen deviennent alors des versions miniatures et mobiles du RSHA, chargées non seulement d'assurer la sécurisation des territoires conquis, mais aussi de mettre en place des forces de polices autochtones et de superviser les rapports avec les nouvelles autorités civiles.

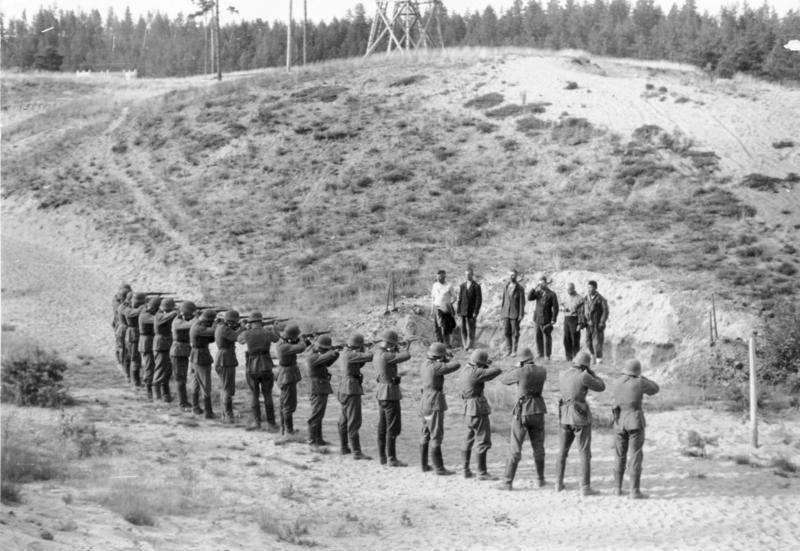
Exécution de partisans soviétiques présumés en septembre 1941.

Mais la sécurisation brutale du front relève aussi de l'armée régulière. Le jour même du lancement de l'invasion de l'Union soviétique (le 22 juin 1941), le commandement de la 12e division d'infanterie donne l'ordre que les combattants de guérilla ne soient pas considérés comme des prisonniers de guerre, mais qu'ils soient « condamnés sur place par un officier », c'est-à-dire qu'ils soient abattus sommairement. Le 31 juillet 1941, les unités de la 16e armée du général Ernst Busch sont informées que tous les « bataillons de partisans » formés à l'arrière du front, qui ne portent pas d'uniforme et ne disposent pas de moyens d'identification appropriés, « doivent être traités comme des guérilleros, qu'ils soient ou non des soldats ». Tous les civils qui apportent une aide quelconque à ces combattants doivent être traités de la même manière, ce qui, selon l'historien Omer Bartov, n'a toujours signifié pour l'armée allemande qu'une seule chose : la mort par balle ou par pendaison. Les membres de la 18e Panzerdivision reçoivent des instructions similaires le 4 août 1941.
En raison de la situation du front au début de l'opération Barbarossa, les troupes allemandes sont effectivement confrontées à des problèmes de sécurisation de leurs arrières : la Wehrmacht avance plus vite dans le territoire soviétique que certaines unités de l'Armée rouge ne peuvent reculer. Le repli très rapide de l'Armée rouge laisse des dizaines de milliers de traînards, qui se retrouvent pris derrière les lignes allemandes et errent donc dans ces zones, poursuivant parfois les opérations de combat. En juillet 1941, Staline ordonne également dans un discours de mener une guerre de partisans derrière les lignes allemandes. La prise en compte par le commandement militaire de cette situation intervient dès le 13 septembre 1941, date à laquelle un ordre de l'OKW stipule que « les soldats russes qui ont été débordés par les forces allemandes et qui se sont ensuite réorganisés derrière le front doivent être traités comme des partisans, c'est-à-dire être abattus. Il incombe aux commandants sur place de décider qui appartient à cette catégorie. ».
Au tournant de l'année 1942, la situation sur le front se complique pour l'armée allemande : il devient clair que la guerre avec l'URSS va durer, après l'échec de la bataille de Moscou. Pour affronter cette situation, la sécurisation de l'arrière devient plus que jamais nécessaire aux yeux des Allemands.

#### 1942: la spécialisation

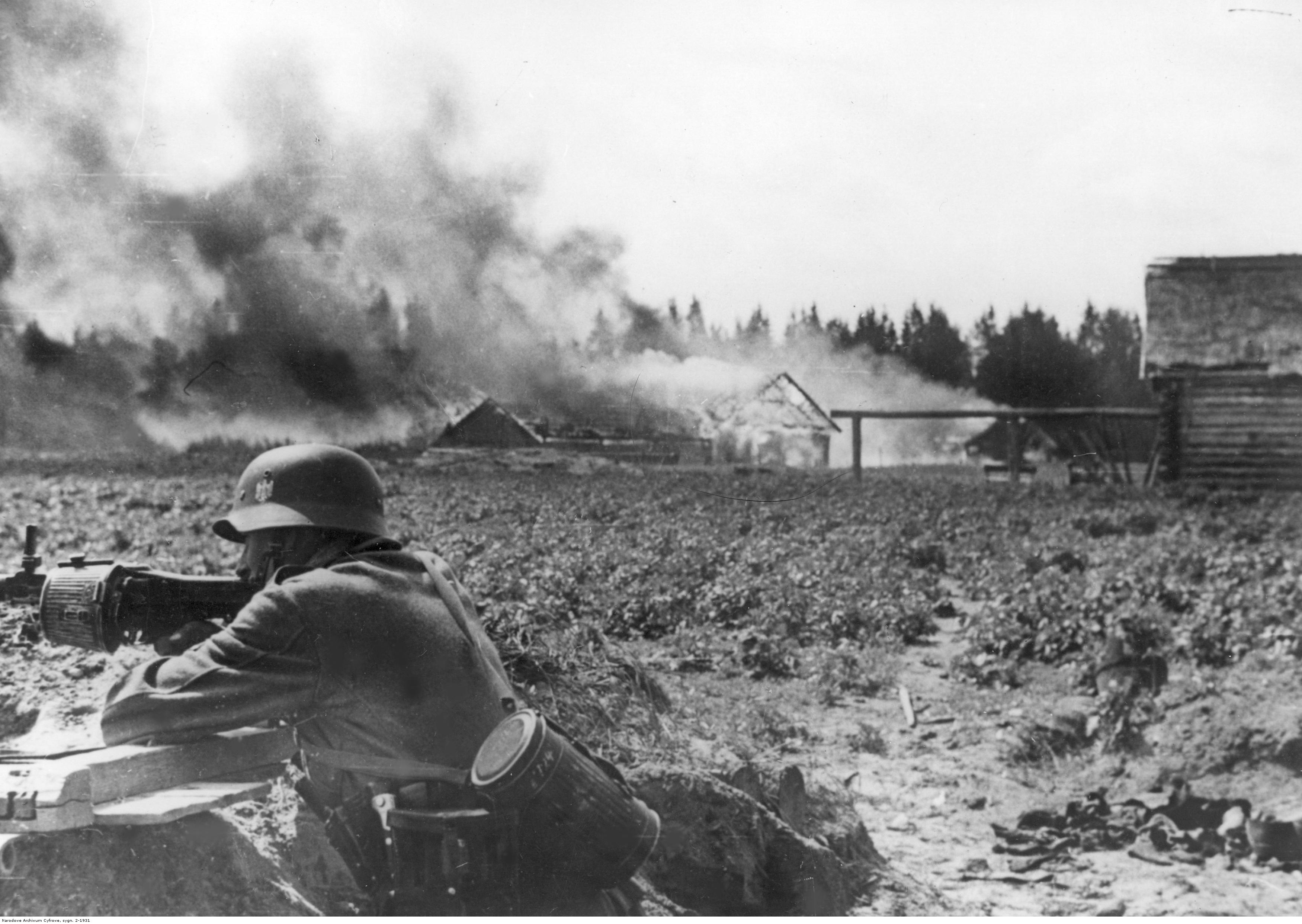
Soldat allemand devant un village en feu lors d'une opération anti-partisans sur le front de l'Est en août 1942.

Jusqu'en 1942, plusieurs termes coexistent pour désigner la lutte contre les partisans : Bandenbekämpfung, mais aussi Partisanenkrieg (guerre de partisans) ou Freischärlerkampf (lutte contre les francs-tireurs). Cette pluralité de termes (comme de méthodes de lutte) va disparaître en 1942, sous l'action de la SS. En juillet 1942, Himmler est chargé de la conduite des opérations de sécurité dans les zones arrière du front de l'Est (les Reichskommissariat) , tandis que la Wehrmacht conserve la gestion de la sécurité des zones sous administration militaire. L'une de ses premières actions dans ce rôle est d'interdire l'utilisation du terme « partisan » pour décrire les insurgés au profit du qualificatif de « bandits »,. Himmler justifie ce changement par des raisons psychologiques, et l'applique à toute la terminologie militaire, puisque les zones d'action des partisans deviennent des « zones contaminées par les bandits ». Selon lui, le terme de partisan est trop valorisant et héroïque pour désigner ce qu'il appelle le « mal judéo-bolchévique ». Une campagne de propagande est également mise en place pour distribuer à la population rurale des zones occupées des brochures assimilant les partisans à des bandits. La SS-Standarte Kurt Eggers (en), une unité de propagande, relaie largement cette nouvelle terminologie.
Le Reichsführer-SS insiste en outre sur le but des opérations de sécurité, à savoir l'extermination complète de l'ennemi, assimilé à une maladie, une vermine. Pour cela, la pratique de la Bandenbekämpfung est organisée. Le SD et la Sipo reçoivent la charge des opérations de renseignement et des interrogatoires afin de préparer les opérations et d'accomplir le but de la lutte anti-partisane : « l'extermination des bandits, pas leur expulsion ». Des unités de la Waffen-SS, de la Wehrmacht, ou des auxiliaires comme la Schutzmannschaft doivent ensuite encercler les zones ciblées et frapper rapidement pour décapiter les groupes de partisans en les privant de leurs chefs. Le cas échéant, la zone peut être entièrement bouclée pour mener le massacre ou la déportation de la population civile. Himmler prévoit également la mise en place d'équipes « de chasse » équipées de radios et menées par des officiers du SD ou de la Sipo pour traquer les partisans, ainsi que l'usage d'agents provocateurs infiltrés au sein des groupes pour les disloquer de l'intérieur. Les autorités allemandes mettent également la pression sur les autorités de villages pour qu'ils contrôlent leur population, sous peine d'exécution immédiate en cas d'activité partisane détectée.
L'ordre du Führer N°46 du 18 août 1942 radicalise encore un peu plus la guerre « anti-bandits » en définissant comme objectif l'extermination complète des groupes ciblés et en appelant les forces de sécurité à agir avec une « brutalité absolue » tout en garantissant une impunité tout aussi absolue.
L'ordre désigne la SS comme l'organisation responsable des opérations à l'arrière dans les zones sous administration civile. Dans les zones sous juridiction militaire (les commandements de zone arrière des groupes d'armées (en)), c'est le haut commandement de l'armée qui est responsable. L'ordre d'Hitler déclare également combattant ennemi potentiel l'ensemble de la population civile des territoires supposément concernés par la guerre de partisans. L'objectif de la Bandenbekämpfung n'est donc pas tant la pacification que l'extermination complète des populations pour créer des « zones mortes » (Tote Zonen).

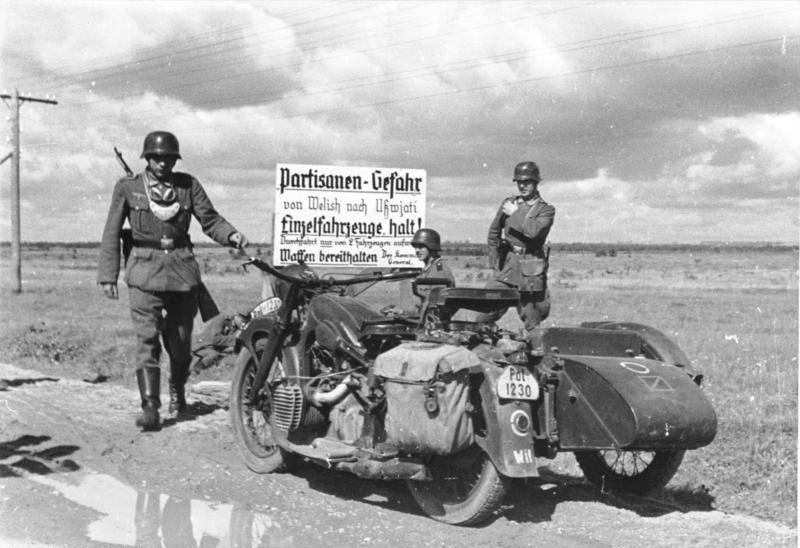
Membres de la Feldgendarmerie devant un panneau indiquant l'entrée dans une zone touchée par la guerre de partisans.

Le 23 octobre 1942, Himmler nomme le général SS Erich von dem Bach-Zelewski « chef des unités de luttes contre les bandits » (Chef der Bandenkampfverbände) pour coopérer et se coordonner avec les commandants des zones arrière. Ce dernier devient alors le représentant du Reichsführer-SS et a toute latitude pour mener la Bandenbekämpfung.
À la même période, le Reichsführer-SS nomme Curt von Gottberg à la tête de la Bandenbekämpfung en Biélorussie avec la tâche de mener des opérations en permanence. Von Gottberg s'acquitte de cette mission avec une grande brutalité, considérant toute la population comme une cible, particulièrement les Juifs, les Tziganes ou les sympathisants des partisans. Les premières opérations menées sous son commandement en novembre et décembre 1942 (les opérations Nürnberg et Hamburg) font 10 000 morts (dont la moitié de Juifs et le reste de partisans supposés) et entraînent la destruction d'une trentaine de villages.
D'autres grands responsables nazis s'impliquent dans la Bandenbekämpfung, comme Hermann Göring, qui encourage son application dans la zone arrière du groupe d'armées Centre en octobre 1942. Le 11 novembre, une directive émise par l'Oberkommando des Heeres pour la « guerre contre les bandits à l'Est » stipule que toute considération sentimentale est irresponsable et que les bandits supposés doivent être pendus ou abattus, y compris les femmes. Les doutes des commandants des zones arrière, qui estiment que ces opérations sont contre-productives et de mauvais goût, puisque des femmes et des enfants sont également assassinés, sont ignorés par Erich von dem Bach-Zelewski, qui invoque fréquemment les « pouvoirs spéciaux du Reichsführer ». Fin novembre 1942, quarante et un « bandits juifs polonais » sont tués dans la zone forestière de Lubiania, au cours de représailles contre des villages.

### Dernières années de la guerre
Après la bataille de Stalingrad, l'armée allemande commence à reculer sur le front de l'Est. Dans le même temps, les Alliés bombardent l'Allemagne et débarquent en Europe. À partir d'avril 1943 et jusqu'en janvier 1945, la Pologne devient un enjeu sécuritaire primordial pour les Allemands pour poursuivre l'Holocauste, écraser le sentiment national polonais et préparer la lutte contre l'Armée rouge. Dans les villes du gouvernement général, la lutte contre les bandits rejoint les objectifs antisémites du régime nazi lors de l'écrasement des soulèvements des ghettos de Varsovie et de Białystok en avril et août 1943, qui font à eux deux près de 13 000 morts et plus de 60 000 déportés.

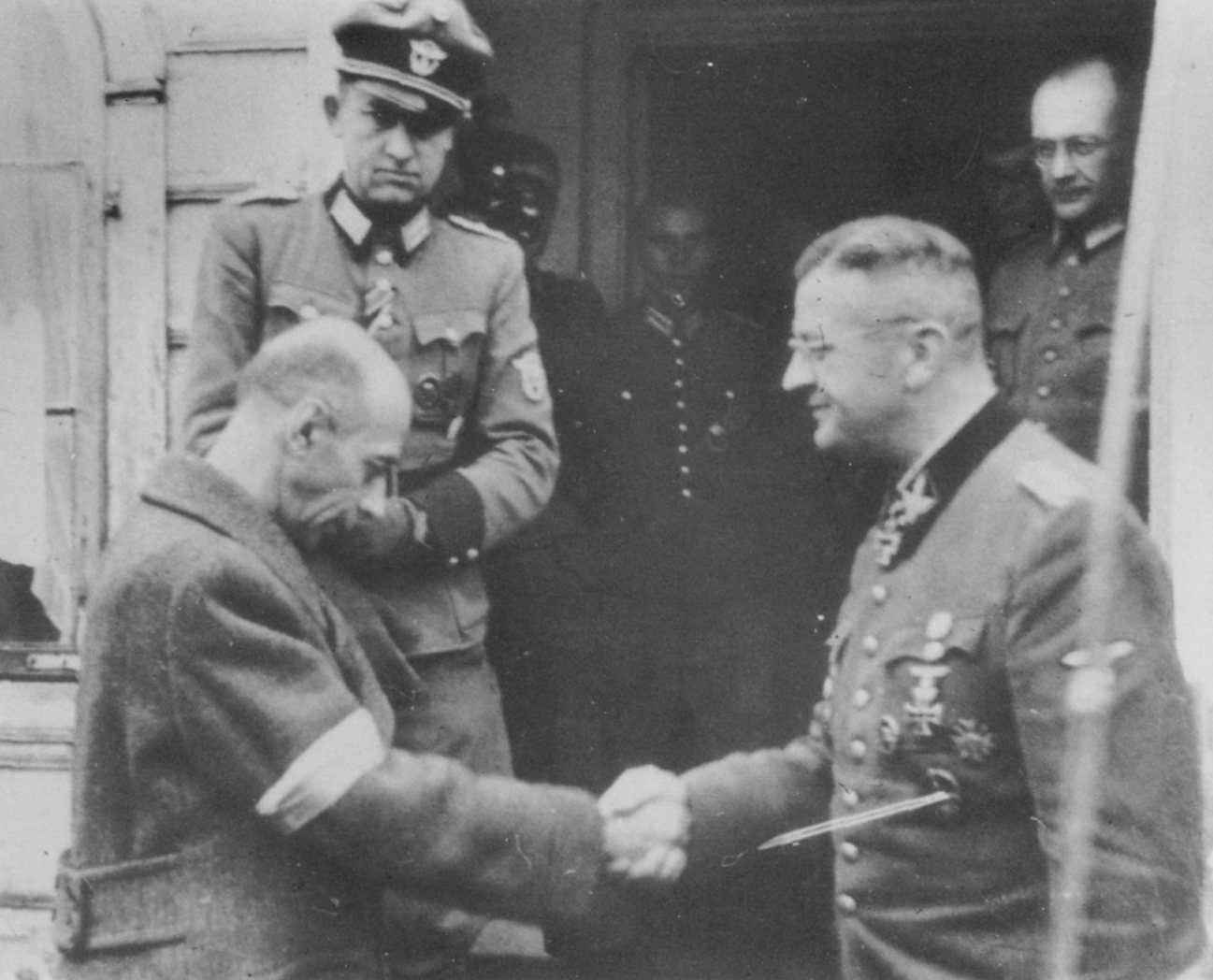
Le 4 octobre 1944, Erich von dem Bach-Zelewski reçoit des mains du général Tadeusz Bór-Komorowski (de l'Armia Krajowa) la capitulation de l'insurrection de Varsovie.

Dans le même temps, l'émergence de la résistance armée dans la Grèce occupée à partir de 1942 a donné lieu à des représailles massives en 1943-1944 dans des endroits tels que Viánnos, Kédros, Mousiotitsa, Komméno, Lyngiádes, Kalávryta, Drakeia, Distomo, Mesóvouno, Pýrgi, Kaisarianí, Chortiátis et Maláthyros, ainsi qu'à de nombreux autres incidents de moindre ampleur. Les généraux dont les unités ont commis des crimes de guerre à plusieurs reprises sont Walter Stettner, commandant de la 1re division de montagne en Épire, et Friedrich-Wilhelm Müller, qui dirigeait la 22e division d'infanterie en Crète .
Au début de l'année 1944, l'activité partisane en Pologne devient de plus en plus visible, particulièrement dans les forêts de Danzig et de Prusse occidentale. Ces résistants vont jusqu'à assassiner le SS-Brigadeführer Franz Kutschera, le 1er février 1944. Malgré les représailles collectives contre les familles des auteurs, les assassinats de responsables nazis en Pologne se comptent par centaines en 1944. Les risques d'une révolte de grande ampleur sont pris en compte par les renseignements allemands, qui ne sont pas surpris lorsque l'insurrection de Varsovie est déclenchée à l'été. La répression de ce soulèvement est, selon Philipp Blood, le « zénith de la Bandenbekämpfung ». Menée par Erich von dem Bach-Zelewski et certaines des unités anti-partisanes les plus brutales du front de l'Est (la brigade Dirlewanger ou la brigade Kaminski), cette répression fait 18 000 tués dans les rangs des résistants polonais et entre 150 et 200 000 morts civils.

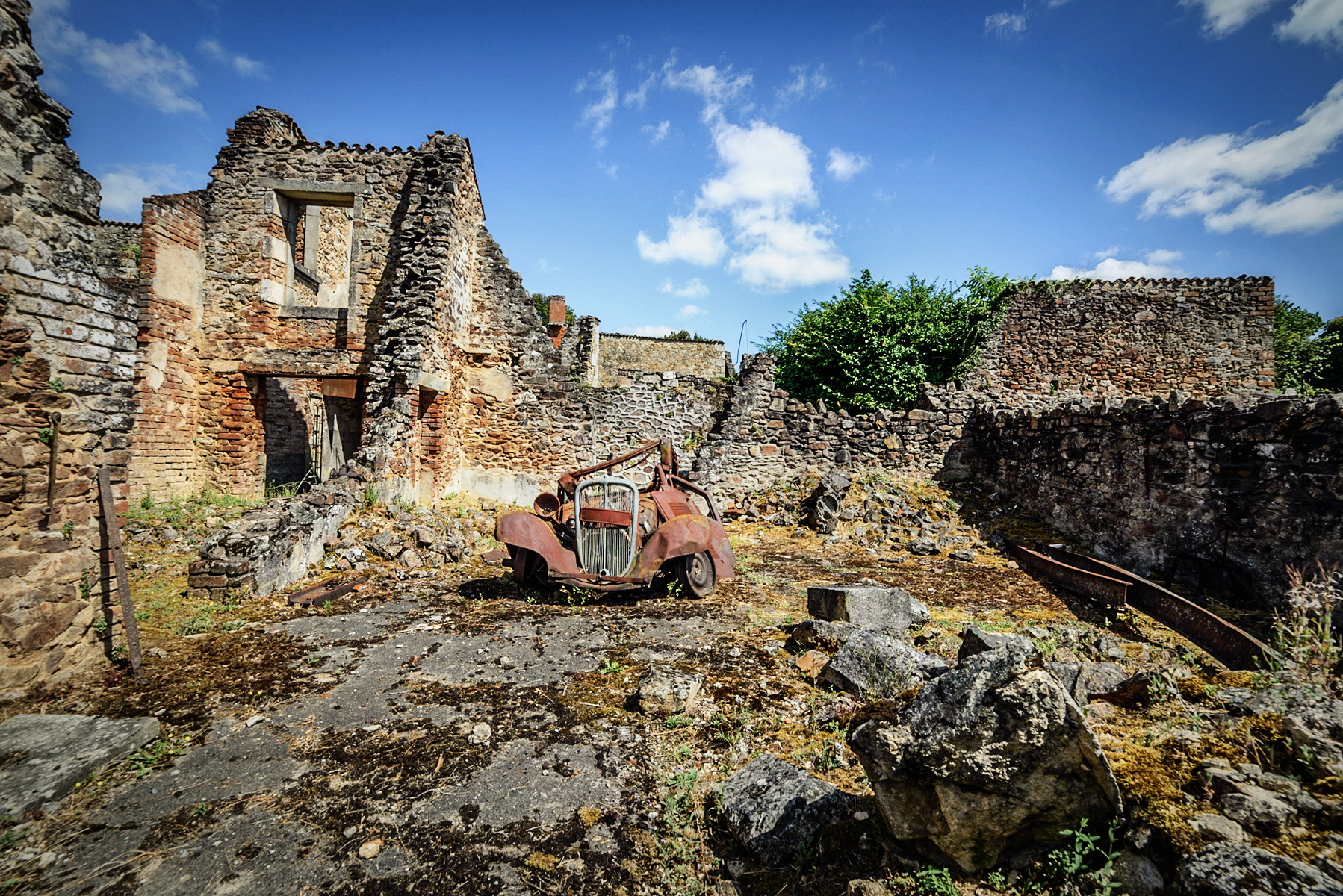
Ruines d'Oradour-sur-Glane en 2016.

La question de la sécurité se pose également en Europe de l'Ouest, particulièrement à partir de 1943-44. En effet, les Alliés mènent à cette période de plus en plus de missions commandos pour structurer les réseaux de résistance sur le continent, comme dans le cas des parachutages de SAS en Bretagne pour préparer le débarquement de Normandie. La Bandenbekämpfung est particulièrement appliquée en France, où les Allemands font face à des maquis organisés. Pour lutter contre cette résistance, les Allemands transfèrent depuis le front de l'Est des unités spécialisées dans la lutte anti-partisane comme la 2e division SS Das Reich commandée par Heinz Lammerding, l'ancien chef d'état-major de von dem Bach-Zelewski. L'unité applique à Oradour-sur-Glane les techniques de la Bandenbekämpfung à l'Est en massacrant 642 personnes pour terroriser la population après avoir été confrontée à des actes de résistance.
Ces exactions ne suffisent toutefois pas à empêcher les révoltes à grande ampleur dans la dernière année de la guerre. La Slovaquie se révolte en août 1944 et les Allemands ne parviendront jamais à supprimer totalement le mouvement de résistance. À mesure que le front allemand recule, des régions comme la Carinthie, à cheval entre l'Autriche et la Slovénie, sont déclarées « Zone de lutte contre les bandes ». En mars 1945, Reinhard Gehlen publie son dernier rapport officiel sur la situation des bandits qui pointe des incursions de partisans polonais, tchèques, slovaques, croates et russes qui suivent la marche de l'Armée rouge. Dans les dernières semaines de la guerre, la Bandenbekämpfung s'applique en Allemagne même, notamment en Bavière, où l'effondrement du régime nazi suscite des insurrections. Erwin Rösener, le dernier responsable d'unité chargée de mettre en œuvre la Bandenbekämpfung ne se rend que le 15 mai 1945.

## Historiographie

### Liens avec la Shoah
Les opérations anti-bandits allemandes furent caractérisées par une « cruauté particulière ». L'historien Timothy Snyder dit notamment qu'à partir de la seconde moitié de l'année 1942, il devient presque impossible de distinguer les opérations anti-partisanes des meurtres de masse des Juifs. Selon Omer Bartov, les autorités militaires allemandes n'ont d'ailleurs rien fait pour distinguer les véritables guérilleros, les suspects politiques et les Juifs, englobant tous ces groupes dans la catégorie des « ennemis politiques et biologiques du Reich ». La conférence de Mogilev, présidée par le général Max von Schenckendorff, lie d'ailleurs les Juifs aux partisans selon le raisonnement suivant : les Juifs sont intrinsèquement des Bolchéviques et tous les Bolchéviques sont intrinsèquement des partisans ou des sympathisants des partisans.
Selon l'historien Erich Haberer, l'ultraviolence des opérations anti-partisanes nazies et leurs liens avec l'extermination des Juifs alimente paradoxalement le mouvement partisan. La violence de l'occupant ne laisse aucun choix aux Juifs, qui sont contraints de se rassembler par petits groupes dans des zones forestières d'où ils sortent de temps en temps pour chercher de la nourriture dans les champs ou dans les villages, ressemblant de fait à des groupes de bandits. Environ 30 000 Juifs ont ainsi rejoint les rangs des partisans rien qu'en Biélorussie et en Ukraine occidentale, sans compter les Juifs impliqués dans les mouvements de résistance bulgares, grecs ou yougoslaves.

### Participation de la Wehrmacht

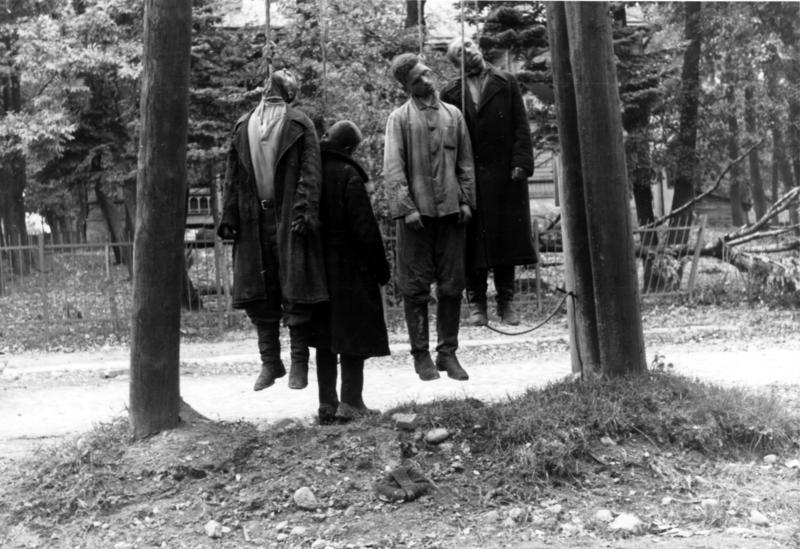
Partisans pendus par les troupes de sécurité allemandes en URSS (août ou septembre 1941).

La délégation des opérations de maintien de l'ordre à l'arrière du front à des unités de la SS arrange initialement certains responsables de la Wehrmacht. Une bonne partie de l'armée régulière peut ainsi se tenir à distance des atrocités commises par les services de sécurité, qui avaient soulevé des protestations lors des campagnes de Tchécoslovaquie et de Pologne. Dans le même temps, l'armée s'assure à moindre frais que l'arrière est bien contrôlé et ne risque pas de reproduire un deuxième « coup de poignard dans le dos » comme celui de la Première Guerre mondiale selon la Dolchstoßlegende. Pour le haut commandement cependant, la nature même de la guerre contre l'URSS est différente de celle des guerres menées en France et en Pologne : celle contre les Soviétique doit être une guerre d'anéantissement et doit donc demander de l'armée une radicalité adéquate avec cette nouvelle définition de la guerre. L'OKH émet dès le 4 juin 1941 ses Lignes directrices pour la conduite des troupes en Russie (en), un ordre criminel stipulant ceci :
Le bolchévisme est l'ennemi mortel du peuple allemand national-socialiste. C'est contre cette Weltanschauung corrosive — et ceux qui la soutiennent — que l'Allemagne doit lutter. Cette lutte exige une répression impitoyable et rigoureuse des agitateurs bolcheviques, des partisans, des saboteurs et des Juifs, ainsi que l'élimination complète de la résistance active et passive.

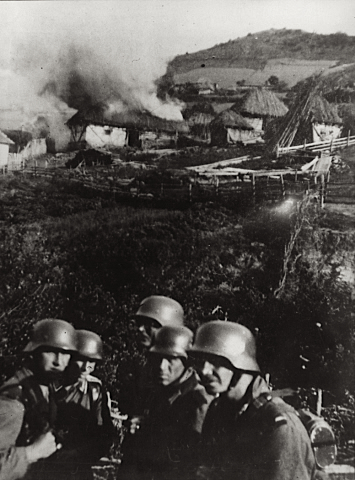
Soldats allemands devant un village serbe en flamme en 1941.

Selon l'historien Jeff Rutherford, « l'armée allemande s'est volontairement enfermée dans la machine nazie d'anéantissement et d'extermination en collaborant avec les SS pour supprimer systématiquement les mouvements de partisans et les autres formes de résistance perçue. ». À cette fin, les Einsatzgruppen, l'OrPo, les SS-Sonderkommandos et les forces de l'armée régulière ont travaillé en coopération pour lutter contre les partisans qualifiés de bandits, faisant office à la fois de juge, de jury et de bourreau sur le terrain, mais aussi pour piller les « zones de banditisme » qu'ils mettent à sac, s'emparant des récoltes et du bétail, réduisant la population locale en esclavage ou l'assassinant purement et simplement. Ainsi, la 221e division de sécurité, spécialisée comme son nom l'indique dans la lutte anti-partisane, ravage des régions entières en massacrant les populations civiles. L'implication de la Wehrmacht dans la guerre anti-partisane est mise en évidence par la conférence de Mogilev, une réunion d'une soixantaine d'officiers du 24 au 26 septembre 1941 qui aboutit à une escalade de la violence contre les civils dans la zone placée sous le commandement de Max von Schenckendorff.